# Xantoproteinová reakce

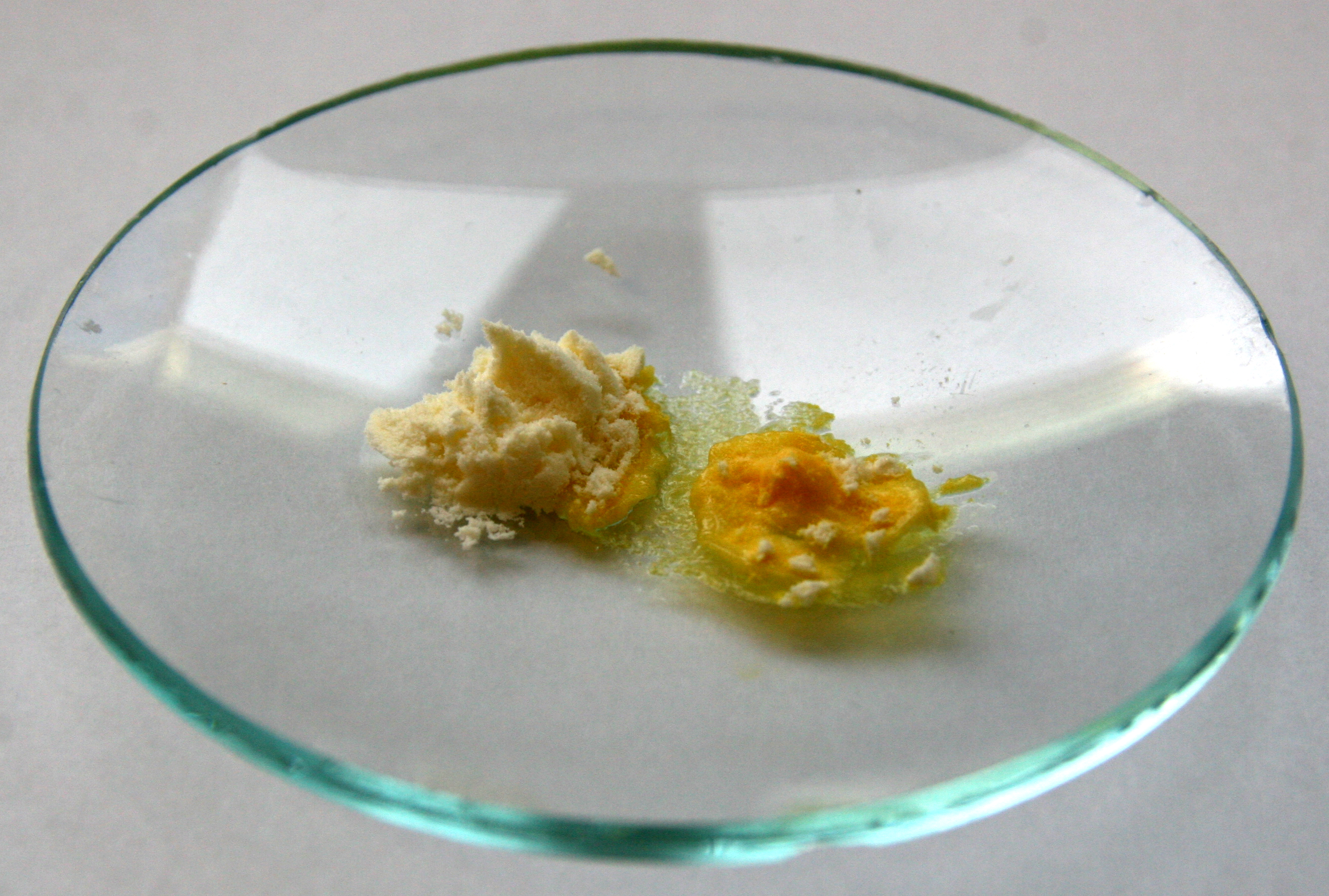
Xantoproteinová reakce

Xantoproteinová reakce je reakce používaná pro důkaz bílkovin. Bílkovina se smísí s kyselinou dusičnou (HNO3) a zahřívá se k bodu varu. Po zahřátí vzniká žluté zbarvení. Název pochází z řeckého slova ξᾰνθός xanthós – žlutý.

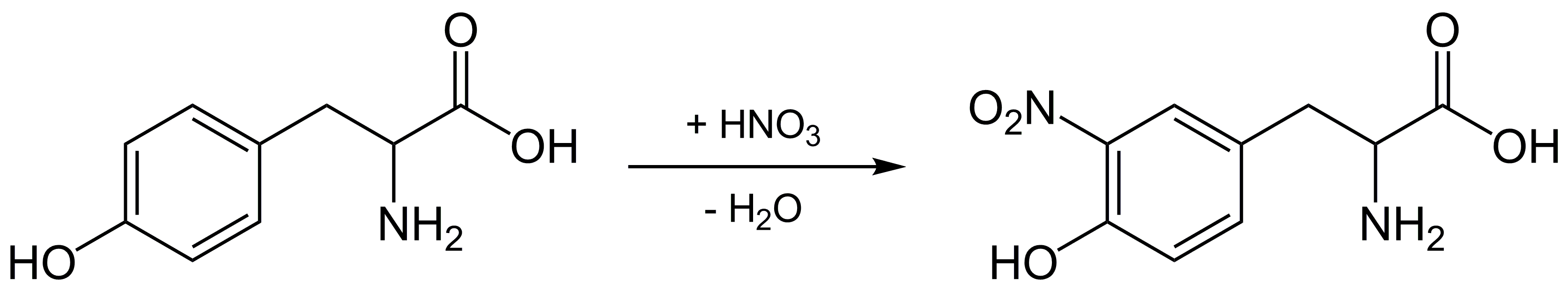
Příklad xantoproteinové reakce